# Mesinge Sogn
Mesinge Sogn er et sogn i Kerteminde-Nyborg Provsti (Fyens Stift).
I 1800-tallet var Mesinge Sogn et selvstændigt pastorat. Det hørte til Bjerge Herred i Odense Amt. Mesinge sognekommune blev ved kommunalreformen i 1970 indlemmet i Kerteminde Kommune.
I Mesinge Sogn ligger Mesinge Kirke.
I sognet findes følgende autoriserede stednavne:
- Dalby Bugt (bebyggelse, vandareal)
- Lodshuse (bebyggelse)
- Mesinge (bebyggelse, ejerlav)
- Midskov (bebyggelse, ejerlav)
- Salby (bebyggelse, ejerlav)
- Skoven (areal)
- Tavlund (bebyggelse)
- Tårup (bebyggelse, ejerlav)